# Château de la Gâne
Le château de la Gâne est une ancienne résidence seigneuriale située à Saint-Exupéry-les-Roches, 30 km nord est de Tulle, dans le département de la Corrèze et la région Nouvelle-Aquitaine. Le château est desservi par la route départementale 45 depuis Ussel.

## Historique
Il est attesté que le château a été fondé en 1286 par Pierre-André de la Ganne.
C'est un château fort du XVe siècle, remaniements aux XVe siècle, XVIIe siècle, XVIIIe siècle et XIXe siècles, comprenant des terrasses et une chapelle du XVIIIe siècle décorée avec des peintures et des boiseries du XIXe siècle.
Louis Paul de Selves fit l'acquisition de ce château en 1804.
Il a été inscrit à l’inventaire supplémentaire des monuments historiques le 26 décembre 1980.

## Architecture

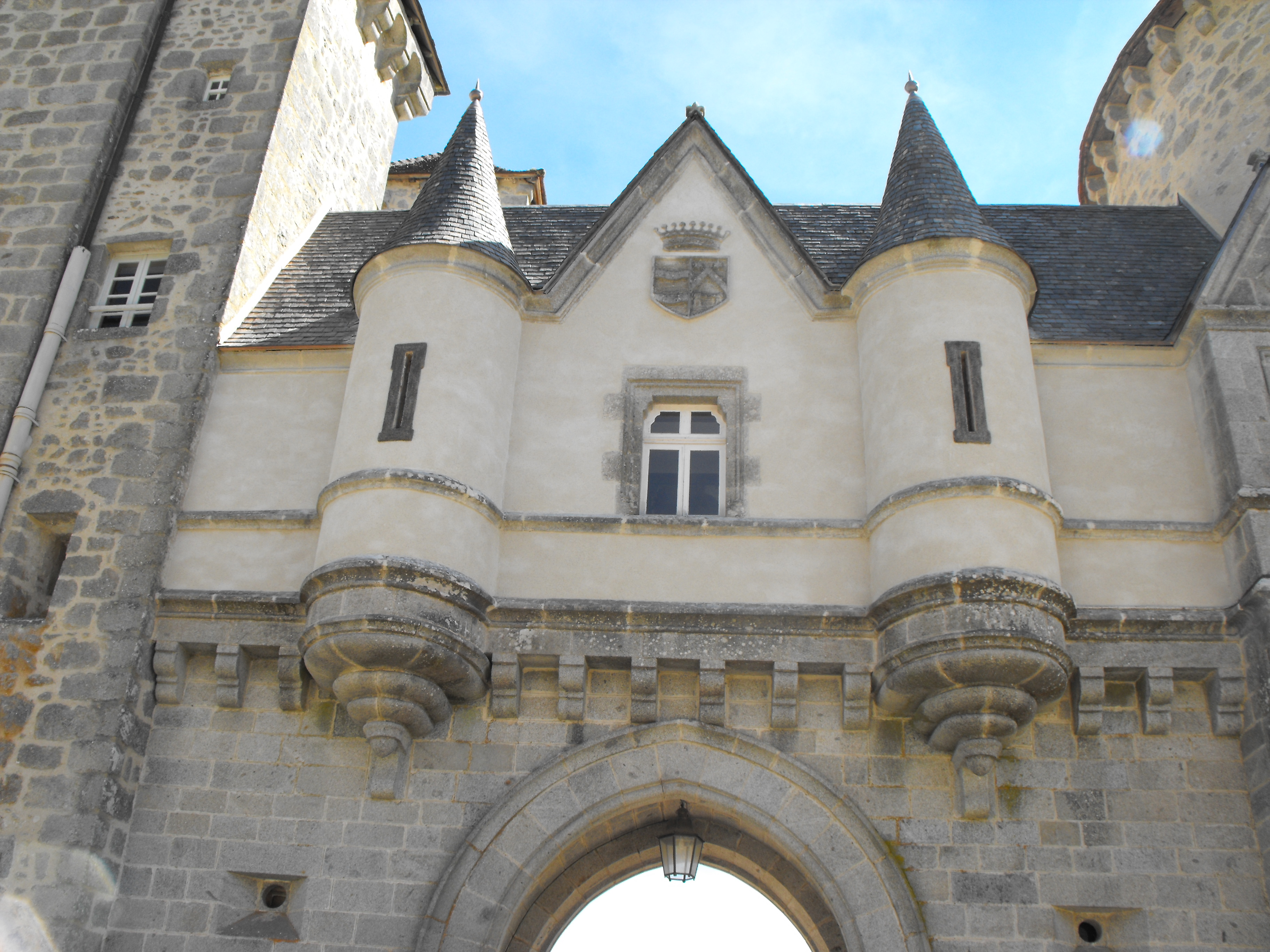
Blason du château de la Gâne.

La tour ronde qui abrite une chapelle couverte d'une voûte à nervures rayonnantes daterait de la fin du XVe ou du début du XVIe siècle. Elle est flanquée d'une tourelle enfermant un escalier à vis.
Le logis rectangulaire de trois étages est flanqué d'une tourelle d'escalier carrée.
L'aile plus basse a été construite au XVIIIe siècle.
Une autre aile décorée de tourelles et de fenêtres néo-gothiques relie la tour et le corps de logis et date du XIXe siècle.

## Visite
Des visites commentées du château, des terrasses, des jardins et de l'intérieur de la chapelle sont organisées et celui-ci est accessible aux personnes à mobilité réduite.